# Trapeze (band)
Trapeze was een Britse rockband gevormd in 1968 en opgeheven in 1994.

## Voorgeschiedenis
De broers Mel Galley en Tom Galley speelden reeds bij lokale groepjes als The Enterns en The News  voor ze met Glenn Hughes de groep Finders Keepers oprichtten.
Het trio nam drie singles op tussen 1966 en 1968. Ook Dave Holland speelt af en toe bij deze band.
- Light/Power of Love/Come on now
- On the Beach/Friday kind of Monday
- Sadie (the cleaning lady)/ Without her

## Trapeze # 1
In 1968 besloten ze de groep uit te breiden met gitarist John Jones, toetsenist Terry Rowley (beiden uit de Montanas) alsook drummer Dave Holland. Trapeze is geboren. In die bezetting wordt het eerste gelijknamige album opgenomen met gastmuzikanten als Misty Browning, Kennu Cole, Chris Mercer en John Ogden.

## Trapeze # 2
In 1970 wordt de band opnieuw tot een trio herleid met Galley, Hughes en Holland.  Albums "Hot Wire" en "You are the music , wer'e just the band" worden met dit trio opgenomen. Gasten op het eerste album zijn Rod Argent, B.J.Cole,opnieuw John Ogden en Frank Ricotti.

## Trapeze # 3
Hughes vertrekt in 1973 naar Deep Purple om daar ook een deel van de vocals met David Coverdale te delen. Pete Mackie, Rob Kendrick en Pete Wright vervoegen de band. 
"Hot Wire" (1974) en "Trapeze" (1975) worden opgenomen.

## Trapeze # 4
In 1976 keert Hughes even terug

## Trapeze # 5
Maar eind dat jaar wordt met nieuwe zanger Pete Goalby een koerwijziging genoemen. Het kwintet bestaat dan naast Galley, Goalby en Holland nog met Terry Wright en Steve Rowley.

## Trapeze # 6
Nadat Holland in 1979 vertrok naar Judas Priest wordt nog even doorgegaan met drummer Steve Bray - een latere ontdekker van Madonna, maar als Mel Galley in 1983 Whitesnake vervoegt als vervanger van Bernie Marsden naast Micky Moody is Trapeze wijlen.

## Trapeze - reünies
In 1985 komen Galley en Hughes nog eens samen onder de moniker Trapeze met drummer Ted McKenna en ook na zijn vertrek bij Judas Priest blaast Holland de band even nieuw leven in in 1990, maar ook dit was van korte duur. De band werd weer opgeheven in 1994. Bij gelegenheden komen ze echter nog eens samen.

## Discografie
- 1970 - Trapeze
- 1970 - Medusa
  - 1970 - single : Black Cloud
  - 1971 - single : Your love is alright
- 1972 - You Are the Music...We're Just the Band
  - 1972 - single : Coast to coast
- 1974 - The Final Swing
- 1974 - Hot Wire
- 1975 - Live At The Boat Club
- 1976 - Trapeze
  - 1976 - single : On the Sunny Side of the Street
- 1979 - Hold On also called Running
  - 1978 - single : Don't ask me how I know
  - 1978 - single : Running away
- 1981 - Live in Texas: Dead Armadillos
- 1993 - Welcome to the Real World - live 1992
- 1996 - High Flyers: The Best of Trapeze - Best of Studio 1970-1974
- 1998 - Way Back to the Bone - Best of Live 1970-1992
- 2003 - On the Highwire - Best of 1970-1992
- 2019 - The best of Trapeze - Leavin' The Hard Times Behind